# 色带短沟蜷
色带短沟蜷（学名：Semisulcospira mandarina）为肋蜷科短沟蜷属的动物，俗名甲形温江川蜷螺，是中国的特有物种。分布于四川等地，多栖息于灌溉沟渠以及河流池塘。